# Samarra
Samarra (arabisch سامراء, DMG Sāmarrāʾ) ist eine Stadt im Irak, nördlich von Bagdad, mit 158.968 Einwohnern (Stand 1. Januar 2005), Ausgrabungsstätte britischer Archäologen und einer der bedeutendsten Pilgerorte der Schiiten. Die Stadt liegt am linken Ufer des Tigris in der Provinz Salah ad-Din.

## Geschichte
Am Ort des heutigen Samarra war einst eine der größten Städte Mesopotamiens, die noch von den Sassaniden gegründet wurde. Diese vorislamische (damals nur noch aus Ruinen bestehende) Stadt wurde 833 vom Kalifen al-Muʿtasim durch das jetzige Samarra ersetzt und ist ebenso wie große Teile der frühen islamischen Stadtanlage von Ernst Herzfeld zwischen 1911 und 1914 freigelegt worden. (Der älteste Palast des von 833 bis 842 regierenden Kalifen, der von deutschen und später irakischen Grabungsteams untersucht wurde, ist der um 836 erbaute Kalifenpalast Dar al-Khalifa bzw. Jawsaq al-Khaqani).
Der historische Name der Stadt ist Surra Man Ra'a was so viel bedeutet wie „Erfreut wer sie sah“. Sie wurde vom achten Kalifen der Abbasiden al-Muʿtasim, für seine türkmenischen Soldaten, in seiner neunjährigen Kalifatszeit gebaut und war von 836 bis 892, als al-Muʿtadid die Hauptstadt wieder nach Bagdad verlegte, Regierungssitz des Abbasidenreiches.

### Samarra als Residenz der Kalifen
Al-Muʿtasims Nachfolger, al-Wāthiq, entwickelte Samarra zu einem Handelszentrum, ihre Blütezeit erlebte die Stadt am oberen Tigris unter Kalif al-Mutawakkil. Letzterer finanzierte im Jahre 847 den Bau der Großen Moschee von Samarra mit ihrer Malwiya und verdoppelte die Stadtfläche. Er ließ ebenso Parks anlegen und einen Palast für seinen Sohn al-Muʿtazz bauen. Obwohl Samarra nur zeitweilig Residenz der abbasidischen Kalifen war, sind die wissenschaftlichen Errungenschaften dieser Stadt in der islamischen Geschichte bis heute legendär.

### Neuere Geschichte
Von 1911 bis 1913 forschten der deutsche Altorientalist, Archäologe und Inschriftenforscher Ernst Herzfeld und der deutsche Kunsthistoriker Friedrich Sarre in Samarra und erlangten hierdurch internationales Renommée, da sie hier 8000 Jahre alte (6. Jahrtausend v. Chr.) bemalte Keramikware fanden, die sogenannte Samarra-Ware. Die archäologischen Funde der deutschen Samarra-Expedition, von denen sich Teile heute im Museum für Islamische Kunst in Berlin befinden, sollen im internationalen Projekt samarrafinds dokumentiert und einer breiten Öffentlichkeit zugänglich gemacht werden.
Weitere Objekte aus den Grabungen gelangten unter anderem in das British Museum, das Victoria and Albert Museum, das Museum für Islamische Kunst in Kairo, die Sammlung des französischen Archäologischen Institutes in Damaskus, das Museum für angewandte Kunst in Kopenhagen, den Louvre in Paris, das Museum of Fine Arts in Boston, das Metropolitan Museum of Art in New York, das University of Michigan Museum of Art und das Cleveland Museum of Art. Sämtliche Ausgrabungsberichte, Zeichnungen und Fotoaufnahmen befinden sich heute im Archiv der Freer Gallery in Washington, DC.
Samarra wurde seit 2014 von der Terrororganisation Islamischer Staat belagert, deren Anführer Abu Bakr al-Baghdadi in Samarra geboren ist. Mehrere Versuche in die Stadt vorzudringen scheiterten jedoch am Widerstand der irakischen Armee. Es kam zu zum Teil verheerenden Terroranschlägen.

## Kultur und Sehenswürdigkeiten
Samarra besitzt noch Ruinen zahlreicher, ursprünglich mit Marmor und kostbaren Mosaiken verkleideter Kalifenpaläste und anderer Bauwerke. Die Große Moschee von Samarra erhielt ein spiralförmiges Minarett, das einer altmesopotamischen Zikkurat ähnelt. Dieses berühmte Minarett von Samarra befindet sich im Osten der heutigen Stadt. Die etwas kleinere und jüngere Abu-Dulaf-Moschee erhielt eine Nachbildung. 2007 erklärte die UNESCO die Ruinen und archäologischen Fundstätten zum Weltkulturerbe. Gleichzeitig trug sie sie auf der Roten Liste des gefährdeten Welterbes ein.
Die heutige, viel kleinere Stadt Samarra liegt inmitten der weitläufigen Ruinenviertel am Ostufer des Tigris etwa 125 Kilometer nördlich von Bagdad.

## Bedeutung für Schiiten
Für Schiiten ist Samarra von großer Bedeutung, weil hier der zehnte und elfte Imam ʿAlī al-Hādī an-Naqī und Hasan al-ʿAskarī für längere Zeit lebten und auch begraben sind, und außerdem der zwölfte Imam Muhammad al-Mahdī hier in die Verborgenheit eingetreten sein soll. Der Kalif al-Mutawakkil hatte ʿAlī al-Hādī im Jahre 848 von Medina aus nach Samarra bringen lassen, um ihn hier besser kontrollieren zu können. 868 starb er und wurde in seinem Haus begraben. Sein Sohn Hasan al-ʿAskarī lebte hier weiter bis zu seinem Tode im Jahre 874 und wurde neben seinem Vater begraben.
Dort, wo sich ihre Gräber sowie die Gräber verschiedener ihrer Angehörigen befinden, entstand später der Al-Askari-Schrein, eine der wichtigsten Wallfahrtsstätten der Schiiten. Das Gebäude war für seine goldene Kuppel aus dem Jahr 1905 bekannt, die jedoch am 22. Februar 2006 durch einen Anschlag von sunnitischen Extremisten zerstört wurde. Am 13. Juni 2007 wurden die beiden verbleibenden Minarette bei einem Anschlag gesprengt.
Ein zweiter Schrein markiert die Stelle, wo Imam Muhammad al-Mahdi nach zwölfer-schiitischer Vorstellung in die Verborgenheit eintrat. Der Schrein hat eine Kuppel und ist bekannt für seine Verzierung mit blauen Fliesen, darunter ist der Sardab („Keller“), wo der Imam angeblich verschwand.

## Ausstellung
- 2013: Samarra – Zentrum der Welt. Museum für Islamische Kunst (Berlin), Berlin.

## Wirtschaft
Etwa 70 % aller Männer der Stadt zwischen 18 und 35 Jahren waren im Jahre 2003 arbeitslos. Hauptgrund für die hohe Arbeitslosigkeit im ganzen Land war die prekäre Sicherheitslage.

## Galerie

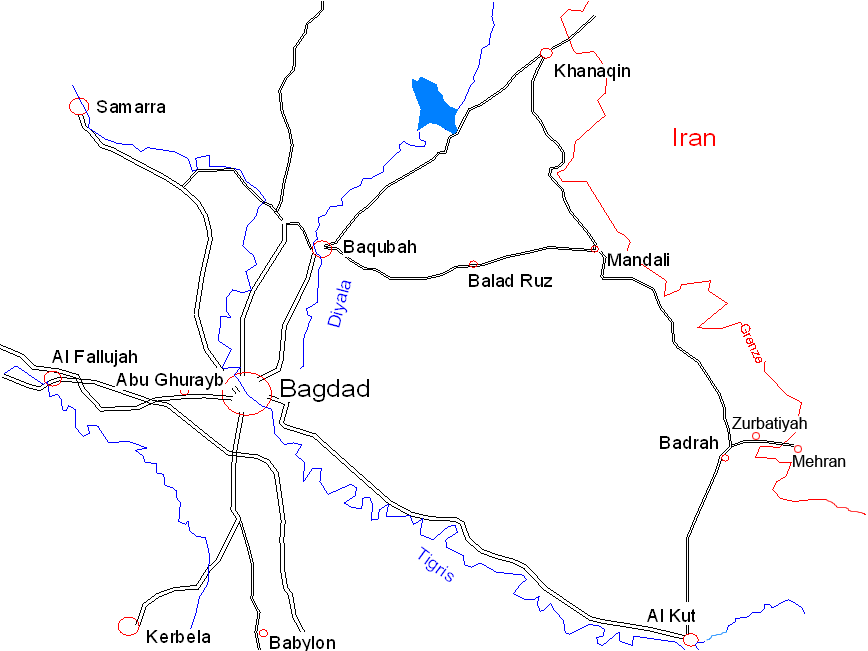
Lage von Samarra
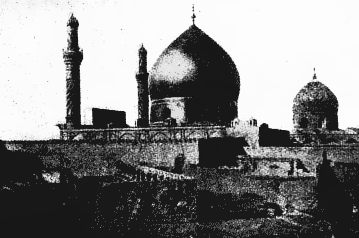
Die goldene Kuppel
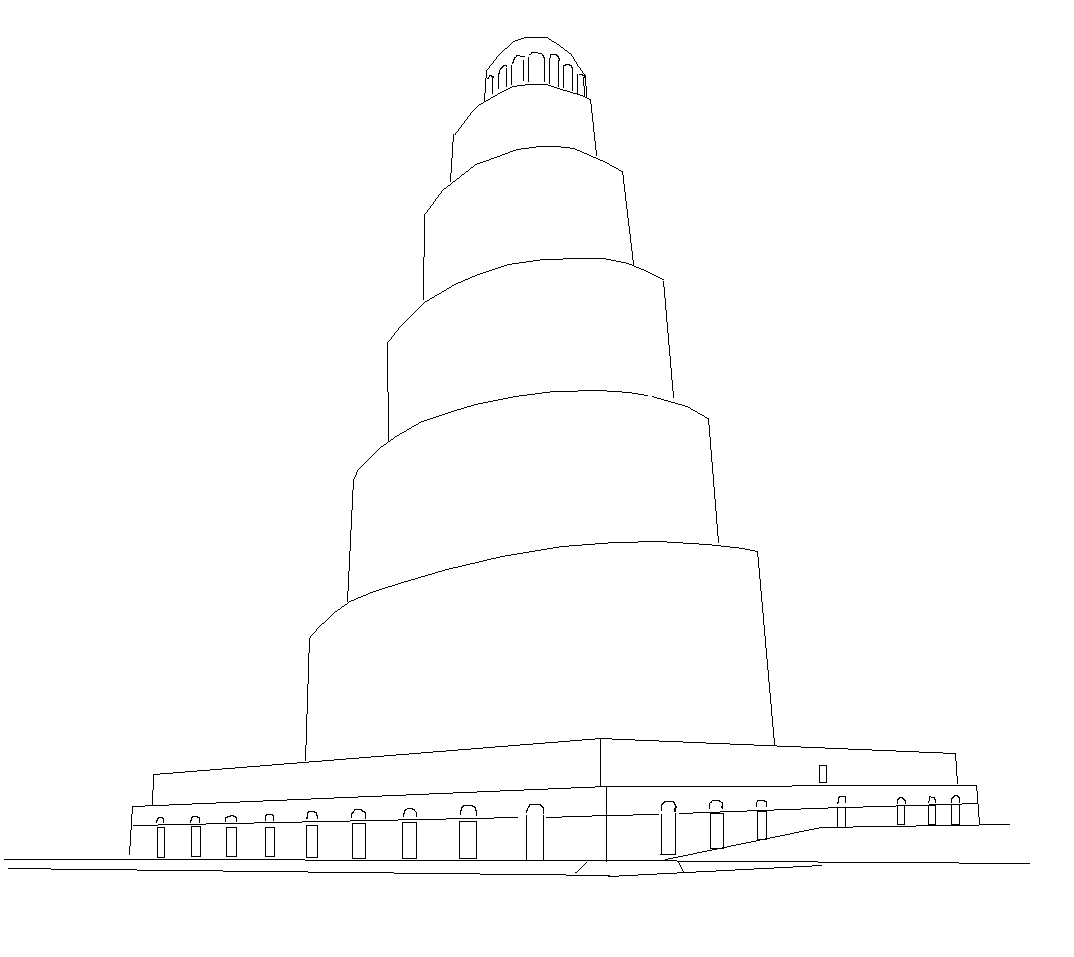
Zeichnung der Malwiyya von Samarra
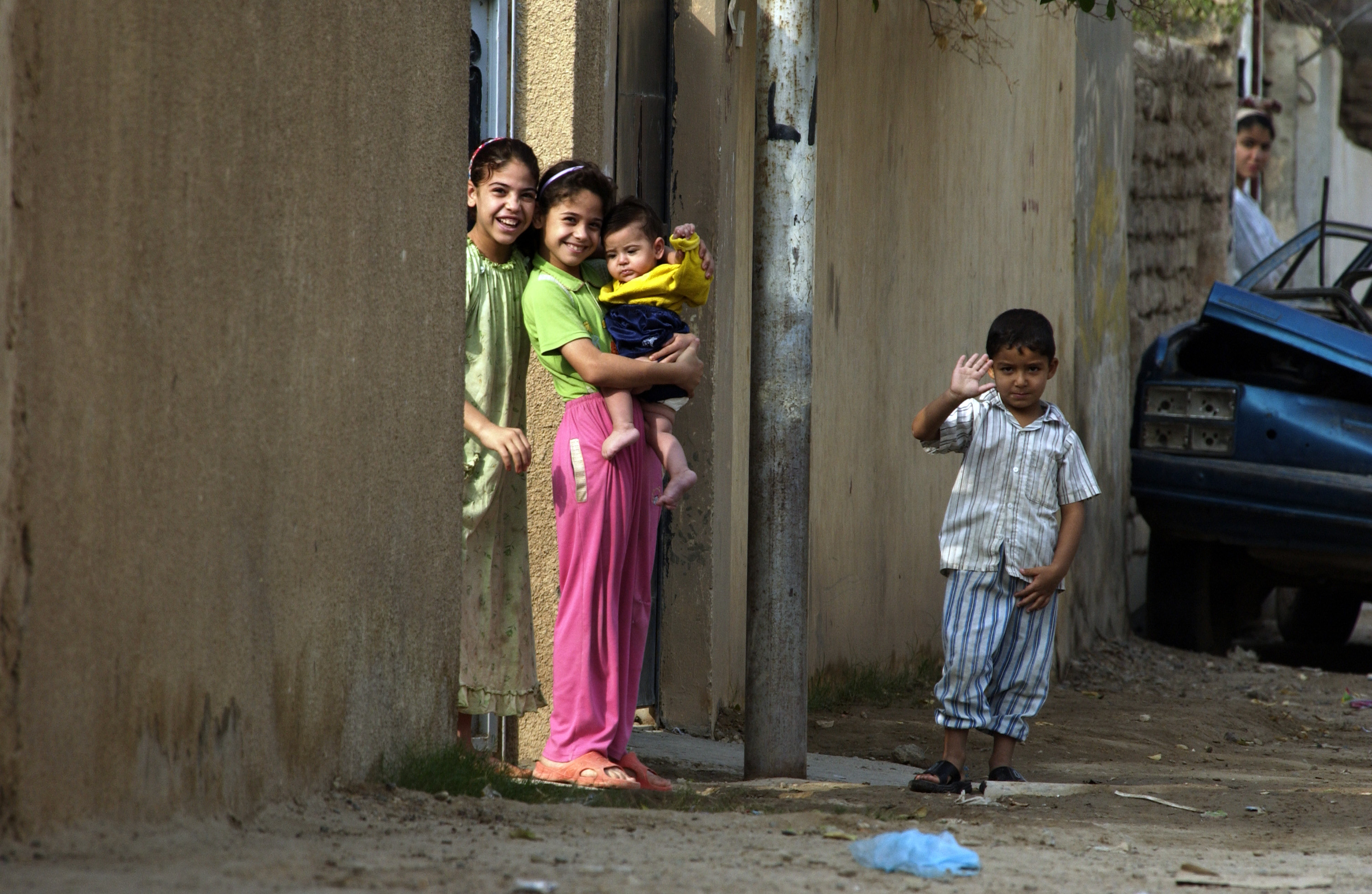
Kinder in Samarra, November 2004

## Töchter und Söhne
- Abdallah ibn al-Mu'tazz (861–908), Kalif der Abbasiden-Dynastie, Poet und Literaturwissenschaftler
- Abu Bakr al-Baghdadi (1971–2019), Terrorist